# Tribute to The Cats Band

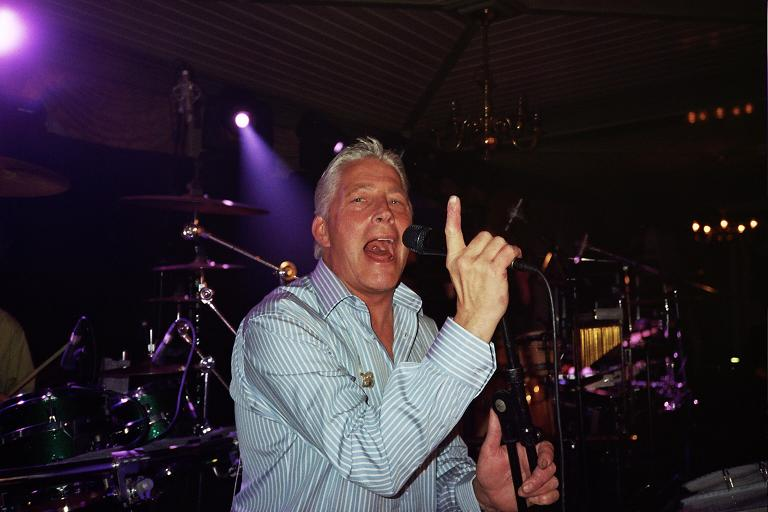
Piet Schilder, tussen 2012 en 2017 actief

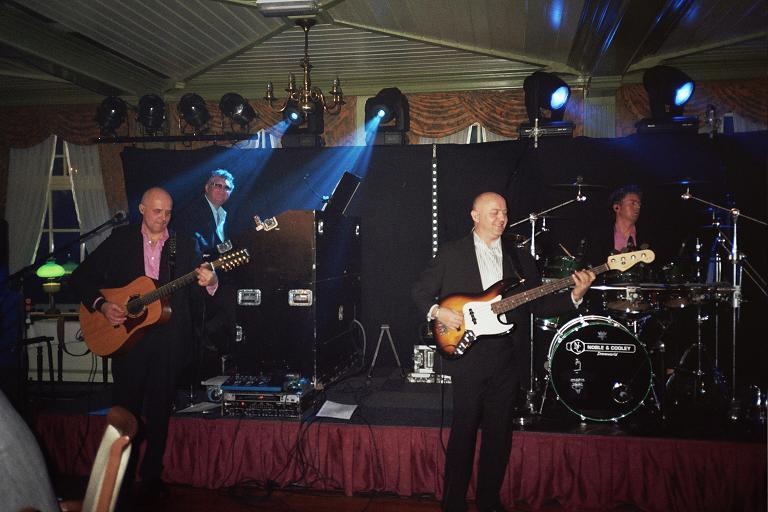
Tribute to The Cats Band

De Tribute to The Cats Band is een band uit Volendam. De band werd opgericht als tributeband van muziek van The Cats. In de loop van de jaren werd het repertoire ook aangevuld met werk van andere artiesten en eigen nummers.

## Ontstaan
In 2001 werd aan enige Volendamse muzikanten waaronder Piet Schilder, gevraagd in het plaatselijke St. Jozef theater een ode aan The Cats te brengen. Dit werd zo'n groot succes dat zij samen met andere artiesten uit hun directe omgeving de songs van The Cats zijn blijven spelen. Zij treden op door het hele land, hebben bekendheid gekregen als begeleidingsband van Jan Smit en genieten de steun van de leden van de voormalige Cats.
Wil Schilder besloot in 2008 om te stoppen en werd per augustus vervangen door Cees Veerman, voorheen bassist/zanger van Hot Ziggety en De Pietels.
In de loop van 2011 is ook Ab Schilder gestopt. Jack Stroek heeft het nogal druk en kon het drukke schema van de Tribute to The Cats Band niet aan, dit is opgelost door Harmen Veerman (eerder Left Side) in te lijven. Deze twee speelde afwisselend, het ene optreden Jack, het andere optreden Harmen. In augustus 2017 is Jack gestopt en opgevolgd door Larry Koning.
Op 10 augustus 2017 overleed zanger Piet Schilder. Kees Schilder die al eerder met Piet optrad volgde Piet op. Kees was ook een goede bekende van Piet.
In november 2017 werd bekend dat Kees Schilder stopt met TTTCB. Hij kan als zanger in de toekomst niet altijd bij alle concerten zijn.
Op 24 augustus 2022 maakte Kees Plat bekend na bijna 22 jaar te stoppen met optreden vanwege een aandoening aan zijn vingers. In september 2022 is Plat gestopt als bandlid. Hij werd opgevolgd door Marcel Veerman.
In 2022 vierde de TTTCB hun 20-jarig bestaan.
 Harmen Veerman stopte na 14 jaar in juli 2025 als bandlid.

## Samenstelling
De Tribute to The Cats Band bestond van november 2012 tot augustus 2017 uit:
- Piet Schilder, zang
- Cees Veerman, zang en gitaar
- Kees Plat, zang en gitaar
- Jack Stroek, zang en gitaar
- Harmen Veerman, zang en gitaar
- Nico Tol, percussie
- Thoom Veerman, toetsen
- Jan Veerman, drums
- Jan Schilder, Stage Sound Provider

De Tribute to The Cats Band bestond van augustus 2017 tot begin 2018 uit:
- Kees Schilder, zang
- Cees Veerman, zang en gitaar
- Kees Plat, zang en gitaar
- Larry Koning, zang en gitaar
- Harmen Veerman, zang en gitaar
- Nico Tol, percussie
- Thoom Veerman, toetsen
- Jan Veerman, drums
- Jan Schilder, Stage Sound Provider

De Tribute to The Cats Band bestaat sinds begin 2018 tot 2020 uit:
- Michel de Haan, zang en gitaar
- Cees Veerman, zang en basgitaar
- Kees Plat, zang en gitaar
- Larry Koning, zang en gitaar
- Harmen Veerman, zang en gitaar
- Nico Tol, percussie
- Thoom Veerman, toetsen
- Jan Veerman, drums
- Jan Schilder, Stage Sound Provider

De Tribute to The Cats Band bestaat sinds 2020 tot september 2022 uit:
- Michel de Haan, zang en gitaar
- Cees Veerman, zang en basgitaar
- Kees Plat, zang en gitaar
- Larry Koning, zang en gitaar
- Harmen Veerman, zang en gitaar
- Nico Tol, percussie
- Thoom Veerman, toetsen
- Jan Veerman, drums
- Judy Schomper, viool
- Jan Schilder, Stage Sound Provider

De Tribute to The Cats Band bestaat sinds september 2022 uit:
- Michel de Haan, zang en gitaar
- Cees Veerman, zang en basgitaar
- Marcel Veerman, zang en gitaar
- Larry Koning, zang en gitaar
- Harmen Veerman, zang en gitaar
- Nico Tol, percussie
- Thoom Veerman, toetsen
- Jan Veerman, drums
- Judy Schomper, viool
- Jan Schilder, Stage Sound Provider

## Discografie
- De registratie van een optreden in oktober 2004 is op dvd uitgebracht onder de titel Live in Volendam met liedjes van The Cats als "Why", "Lea" en "Scarlet ribbons".
- Op 2 juli 2007 verscheen de single Walking in the rain, waarvan de tekst en de muziek geschreven zijn door de Tribute to The Cats Band. Op de achterkant staat een nummer van The Cats: "I walk through the fields", opnieuw opgenomen door de Tribute to The Cats Band.
- Op 20 augustus 2007 verscheen een cd/dvd-box bestaande uit:
  - Cd 1: "Songs to remember", met 16 nieuwe liedjes, alle geschreven en gecomponeerd door Tribute to The Cats Band, behalve "Angelland" (Arnold & Patrick Mühren), "Old jingle ballicks" en "Purple heart" (Jaap Schilder & Jip Golsteijn)
  - Cd 2: tien Cats-klassiekers
  - Dvd: live-registratie van 16 liedjes die in het St. Jozef-gebouw in Volendam werden opgenomen, met achtergrondbeelden.
- Op 18 september 2008 kwam de dvd Acoustic uit, met elf liedjes opgenomen in de huiskamer van Jan Veerman. De dvd bevat daarnaast exclusieve opnamen uit Winterberg.

## Hitlijsten

### Albums
| Album met eventuele hitnotering(en) in de Nederlandse Album Top 100 | Datum van verschijnen | Datum van binnenkomst | Hoogste positie | Aantal weken | Opmerkingen |
| ------------------------------------------------------------------- | --------------------- | --------------------- | --------------- | ------------ | ----------- |
| Live in Volendam                                                    | 2005                  | -                     | -               | -            |             |
| Songs to remember                                                   | 2007                  | 25-08-2007            | 15              | 18           |             |
| Time                                                                | 2009                  | 19-09-2009            | 33              | 9            |             |

### Singles
| Single met eventuele hitnotering(en) in de Nederlandse Top 40 | Datum van verschijnen | Datum van binnenkomst | Hoogste positie | Aantal weken | Opmerkingen                 |
| ------------------------------------------------------------- | --------------------- | --------------------- | --------------- | ------------ | --------------------------- |
| Walking in the rain                                           | 2007                  | -                     |                 |              | Nr. 43 in de Single Top 100 |
| If you                                                        | 2007                  | -                     |                 |              | Nr. 74 in de Single Top 100 |

### Dvd's
| Dvd's met hitnoteringen in de Nederlandse Music Top 30 | Datum van verschijnen | Datum van binnenkomst | Hoogste positie | Aantal weken | Opmerkingen |
| ------------------------------------------------------ | --------------------- | --------------------- | --------------- | ------------ | ----------- |
| Acoustic                                               | 2008                  | 27-09-2008            | 6               | 8            |             |